# Alster – en stunds texter
Alster - en stunds texter är en bok författad av Claes Eriksson, komiker i humorgruppen Galenskaparna och After Shave. Boken är Erikssons debutbok, gavs ut 2003 och är illustrerad av Rolf Allan Håkanson. 2007 gavs den ut som ljudbok med uppläsning av författaren.
I boken finns både nya och äldre verser, berättelser och dramatiserade texter, allt humoristiskt med samhällskritisk underton. En del av texterna har tryckts tidigare, en del har framförts på scen eller i TV, och en del är tidigare helt opublicerat.